# Villogorgia inermis
Villogorgia inermis is een zachte koraalsoort uit de familie Plexauridae. De koraalsoort komt uit het geslacht Villogorgia. Villogorgia inermis werd in 1910 voor het eerst wetenschappelijk beschreven door Nutting. 